# Блок Лазаренка
«Блок Лазаренка» — український виборчий блок політичних партій імені екс-прем'єр-міністра України Павла Лазаренка, який брав участь парламентських і місцевих виборах, що одночасно пройшли 26 березня 2006.
До складу блоку увійшли: Всеукраїнське об'єднання «Громада», Соціал-демократична партія України та «Соціал-демократичний союз».
За результатами голосування блок не подолавши існував 3-х% бар'єр до парламенту України не пройшов і зайняв 20 місце (з 45 учасників) отримавши 76950 (0,3%) голосів. Найбільший відсоток голосів блок отримав у Дніпропетровській області (3,01%), по інших регіонах набирає не більше 0,2% голосів.
За результатами місцевих виборів блок одержав 17 мандатів (11,6% голосів) у Дніпропетровській облраді.